# Тісульський район (1924-1932)
Тісу́льський район (рос. Тисульский район) — колишня адміністративна одиниця третього порядку у складі Західносибірського краю РРФСР, яка існувала у період 1924-1931 років.

## Історія
До початку XX століття територія району перебувала у складі Тісульської волості Маріїнського повіту Томської губернії.
Тісульський район був утворений 4 серпня 1924 року у складі Ачинського округу Сибірського краю. Районний центр розташовувався в селі Тісуль.
30 липня 1930 року Ачинський округ був ліквідований, район напряму почав підпорядковуватися Західносибірському краю.
20 березня 1930 року був утворений Маріїнсько-Тайгинський район з центром у селищі Центральний. До його складу відійшла південна частина Тісульського району.
10 грудня 1932 року Тісульський район був ліквідований: Шестаковська сільрада відійшла до складу Маріїнського району, а інші території — до складу Тяжинського району.
2 лютого 1935 року Маріїнсько-Тайгинський район був перейменований в Тісульський, таким чином отриавши назву колишнього району.